# Giải vô địch bóng đá thế giới 1990
Giải vô địch bóng đá thế giới 1990 (tiếng Anh: 1990 FIFA World Cup, còn được gọi đơn giản là Italia '90) là lần tổ chức thứ 14 của giải vô địch bóng đá thế giới, diễn ra tại Ý từ ngày 8 tháng 6 đến ngày 8 tháng 7 năm 1990. Đây là lần thứ hai Ý đăng cai giải đấu này (lần trước là vào năm 1934), trở thành quốc gia thứ hai trên thế giới (sau México) và quốc gia đầu tiên của châu Âu 2 lần tổ chức giải đấu.
Bài hát chính thức của giải đấu là "Un'estate italiana (To Be Number One)" của nhạc sĩ Giorgio Moroder, do hai ca sĩ Gianna Nannini và Edoardo Bennato thể hiện.
Linh vật chính thức của giải đấu là Ciao, cầu thủ hình cây gậy, với đầu là trái banh và thân là lá cờ tam tài của Ý. Biểu tượng được đặt tên theo câu chào của người Ý.
Sau 52 trận đấu, Tây Đức lần thứ 3 đoạt chức vô địch thế giới. Đây là giải đấu cuối cùng có sự góp mặt của một đội tuyển đến từ Tây Đức, với việc đất nước được thống nhất với Đông Đức vài tháng sau đó, cũng như các đội tuyển Liên Xô và Tiệp Khắc trước khi Chiến tranh Lạnh kết thúc năm 1991. Costa Rica, Ireland và UAE lần đầu tiên góp mặt trong vòng chung kết.
World Cup 1990 được coi là một trong những kỳ World Cup nghèo nàn nhất về mặt chuyên môn với trung bình 2,2 bàn thắng mỗi trận - mức thấp kỷ lục cho đến nay - và kỷ lục 16 thẻ đỏ, bao gồm cả thẻ đỏ đầu tiên trong một trận chung kết. Chiến thuật phòng ngự quá chặt chẽ đã dẫn đến sự ra đời của quy tắc chuyền ngược vào năm 1992 và ba điểm cho một chiến thắng thay vì hai, nhằm khuyến khích lối chơi tấn công, làm tăng sự quan tâm của khán giả đối với môn thể thao này.
World Cup 1990 trở thành một trong những sự kiện được theo dõi nhiều nhất trong lịch sử truyền hình, ước tính thu về 26,69 tỷ lượt người xem trong suốt giải đấu. Đây cũng là kỳ World Cup đầu tiên có các trận đấu được ghi hình và phát sóng chính thức theo định dạng HDTV, với sự phối hợp giữa hai đài truyền hình RAI của Ý và NHK của Nhật Bản.

## Vòng loại
114 đội bóng tham dự vòng loại và được chia theo sáu châu lục để chọn ra 22 đội vào vòng chung kết cùng với nước chủ nhà Ý và đội đương kim vô địch thế giới Argentina.

### Các đội tuyển vượt qua vòng loại

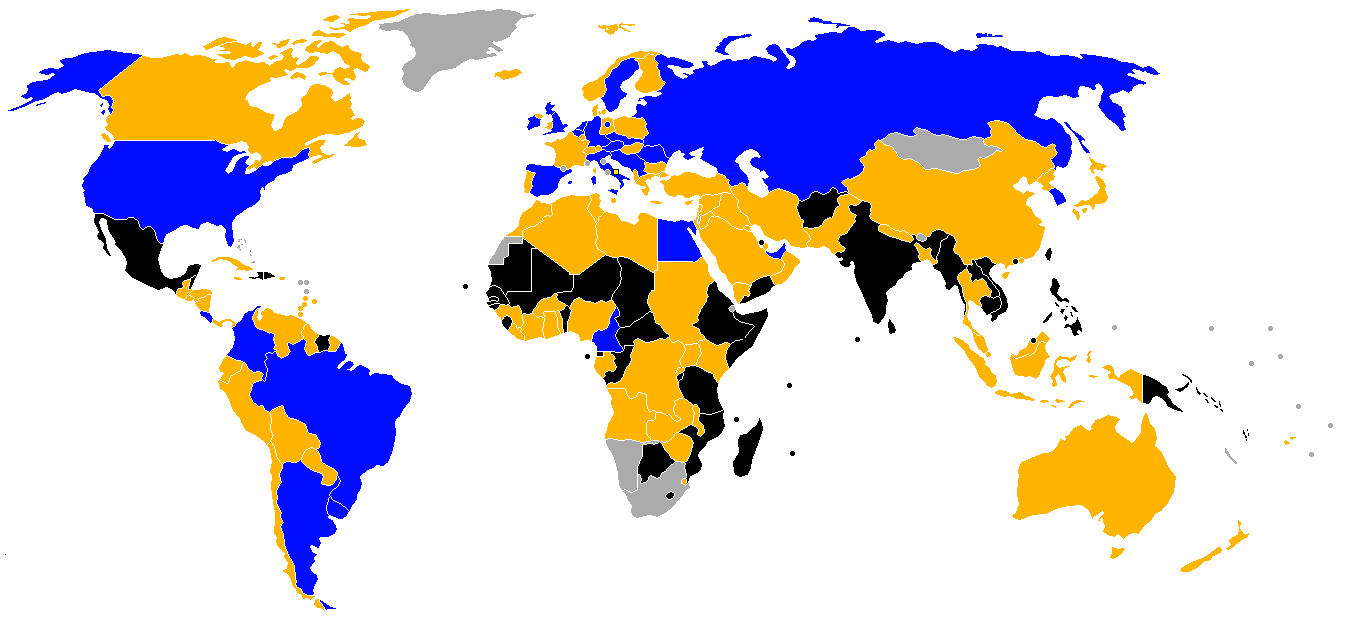
Countries qualified for World Cup
Country did not qualify
Countries that did not enter the World Cup or were expelled from the tournament by FIFA prior to playing a match
Country not a FIFA member

| AFC (2) - Hàn Quốc - UAE CAF (2) - Ai Cập - Cameroon OFC (0) - Không có | CONCACAF (2) - Costa Rica - Hoa Kỳ CONMEBOL (4) - Argentina - Brasil - Colombia - Uruguay | UEFA (14) - Áo - Bỉ - Tiệp Khắc - Anh - Ý (chủ nhà) - Hà Lan - Cộng hòa Ireland - România - Scotland - Liên Xô - Tây Ban Nha - Thụy Điển - Tây Đức - Nam Tư |  |

## Các sân vận động
| Milano                                            | Roma                                                                     | Torino                                                                   | Napoli                                              |
| ------------------------------------------------- | ------------------------------------------------------------------------ | ------------------------------------------------------------------------ | --------------------------------------------------- |
| San Siro                                          | Sân vận động Olimpico                                                    | Sân vận động Alpi                                                        | Sân vận động San Paolo                              |
| 45°28′40,89″B 9°7′27,14″Đ / 45,46667°B 9,11667°Đ  | 41°56′1,99″B 12°27′17,23″Đ / 41,93333°B 12,45°Đ                          | 45°06′34,42″B 7°38′28,54″Đ / 45,1°B 7,63333°Đ                            | 40°49′40,68″B 14°11′34,83″Đ / 40,81667°B 14,18333°Đ |
| Sức chứa: 74.559                                  | Sức chứa: 73.603                                                         | Sức chứa: 62.628                                                         | Sức chứa: 59.978                                    |
|                                                   |                                                                          |                                                                          |                                                     |
| Bari                                              | RomaMilanoNapoliTorinoBariVeronaFirenzeCagliariBolognaUdinePalermoGenova | RomaMilanoNapoliTorinoBariVeronaFirenzeCagliariBolognaUdinePalermoGenova | Firenze                                             |
| Sân vận động San Nicola                           | RomaMilanoNapoliTorinoBariVeronaFirenzeCagliariBolognaUdinePalermoGenova | RomaMilanoNapoliTorinoBariVeronaFirenzeCagliariBolognaUdinePalermoGenova | Sân vận động Thành phố                              |
| 41°5′5,05″B 16°50′24,26″Đ / 41,08333°B 16,83333°Đ | RomaMilanoNapoliTorinoBariVeronaFirenzeCagliariBolognaUdinePalermoGenova | RomaMilanoNapoliTorinoBariVeronaFirenzeCagliariBolognaUdinePalermoGenova | 43°46′50,96″B 11°16′56,13″Đ / 43,76667°B 11,26667°Đ |
| Sức chứa: 51.426                                  | RomaMilanoNapoliTorinoBariVeronaFirenzeCagliariBolognaUdinePalermoGenova | RomaMilanoNapoliTorinoBariVeronaFirenzeCagliariBolognaUdinePalermoGenova | Sức chứa: 38.971                                    |
|                                                   | RomaMilanoNapoliTorinoBariVeronaFirenzeCagliariBolognaUdinePalermoGenova | RomaMilanoNapoliTorinoBariVeronaFirenzeCagliariBolognaUdinePalermoGenova |                                                     |
| Verona                                            | RomaMilanoNapoliTorinoBariVeronaFirenzeCagliariBolognaUdinePalermoGenova | RomaMilanoNapoliTorinoBariVeronaFirenzeCagliariBolognaUdinePalermoGenova | Udine                                               |
| Sân vận động Marc'Antonio Bentegodi               | RomaMilanoNapoliTorinoBariVeronaFirenzeCagliariBolognaUdinePalermoGenova | RomaMilanoNapoliTorinoBariVeronaFirenzeCagliariBolognaUdinePalermoGenova | Sân vận động Friuli                                 |
| 45°26′7,28″B 10°58′7,13″Đ / 45,43333°B 10,96667°Đ | RomaMilanoNapoliTorinoBariVeronaFirenzeCagliariBolognaUdinePalermoGenova | RomaMilanoNapoliTorinoBariVeronaFirenzeCagliariBolognaUdinePalermoGenova | 46°4′53,77″B 13°12′0,49″Đ / 46,06667°B 13,2°Đ       |
| Sức chứa: 35.950                                  | RomaMilanoNapoliTorinoBariVeronaFirenzeCagliariBolognaUdinePalermoGenova | RomaMilanoNapoliTorinoBariVeronaFirenzeCagliariBolognaUdinePalermoGenova | Sức chứa: 35.713                                    |
|                                                   | RomaMilanoNapoliTorinoBariVeronaFirenzeCagliariBolognaUdinePalermoGenova | RomaMilanoNapoliTorinoBariVeronaFirenzeCagliariBolognaUdinePalermoGenova |                                                     |
| Cagliari                                          | Bologna                                                                  | Palermo                                                                  | Genova                                              |
| Sân vận động Sant'Elia                            | Sân vận động Renato Dall'Ara                                             | Sân vận động La Favorita                                                 | Sân vận động Luigi Ferraris                         |
| 39°11′57,82″B 9°8′5,83″Đ / 39,18333°B 9,13333°Đ   | 44°29′32,33″B 11°18′34,8″Đ / 44,48333°B 11,3°Đ                           | 38°9′9,96″B 13°20′32,19″Đ / 38,15°B 13,33333°Đ                           | 44°24′59,15″B 8°57′8,74″Đ / 44,4°B 8,95°Đ           |
| Sức chứa: 35.238                                  | Sức chứa: 34.520                                                         | Sức chứa: 33.288                                                         | Sức chứa: 31.823                                    |
|                                                   |                                                                          |                                                                          |                                                     |

## Trọng tài
41 trọng tài đến từ 34 quốc gia tham gia điều khiển các trận đấu của giải vô địch bóng đá thế giới 1990.
| CAF - Mohamed Hansal (Algérie) - Neji Jouini (Tunisia) - Jean-Fidèle Diramba (Gabon) AFC - Jamal Al Sharif (Syria) - Jassim Mandi (Bahrain) - Takada Shizuo (Nhật Bản) UEFA - Luigi Agnolin (Ý) - Emilio Soriano Aladrén (Tây Ban Nha) - George Courtney (Anh) - Pietro D'Elia (Ý) - Erik Fredriksson (Thụy Điển) - Siegfried Kirschen (Đông Đức) - Helmut Kohl (Áo) - Tullio Lanese (Ý) - Michał Listkiewicz (Ba Lan) - Rosario Lo Bello (Ý) - Carlo Longhi (Ý) - Pierluigi Magni (Ý) - Peter Mikkelsen (Đan Mạch) - Pierluigi Pairetto (Ý) - Zoran Petrović (Nam Tư) - Joël Quiniou (Pháp) - Kurt Röthlisberger (Thụy Sĩ) - Aron Schmidhuber (Tây Đức) - Carlos Silva Valente (Bồ Đào Nha) - George Smith (Scotland) - Alan Snoddy (Bắc Ireland) - Aleksey Spirin (Liên Xô) - Marcel Van Langenhove (Bỉ) - Michel Vautrot (Pháp) | CONCACAF - Edgardo Codesal (México) - Vincent Mauro (Hoa Kỳ) - Berny Ulloa Morera (Costa Rica) OFC - Richard Lorenc (Úc) CONMEBOL - Juan Daniel Cardellino (Uruguay) - Armando Pérez Hoyos (Colombia) - Elías Jácome (Ecuador) - Juan Carlos Loustau (Argentina) - Carlos Maciel (Paraguay) - Hernán Silva (Chile) - José Roberto Wright (Brasil) |

## Phân nhóm
| Hạt giống                                                                       | Nhóm 1                                                   | Nhóm 2                                                                  | Nhóm 3                                                  |
| ------------------------------------------------------------------------------- | -------------------------------------------------------- | ----------------------------------------------------------------------- | ------------------------------------------------------- |
| Ý (1st) · Argentina (2nd) · Brasil (3rd) · Tây Đức (4th) · Bỉ (5th) · Anh (6th) | Cameroon · Costa Rica · Ai Cập · Hàn Quốc · UAE · Hoa Kỳ | Colombia · Tiệp Khắc · Cộng hòa Ireland · România · Thụy Điển · Uruguay | Áo · Hà Lan · Scotland · Tây Ban Nha · Liên Xô · Nam Tư |

## Vòng bảng
Giờ thi đấu tính theo giờ Trung Âu (UTC+2).

### Bảng A
| Đội       | Tr | T | H | B | BT | BB | HS | Đ |
| --------- | -- | - | - | - | -- | -- | -- | - |
| Ý         | 3  | 3 | 0 | 0 | 4  | 0  | +4 | 6 |
| Tiệp Khắc | 3  | 2 | 0 | 1 | 6  | 3  | +3 | 4 |
| Áo        | 3  | 1 | 0 | 2 | 2  | 3  | −1 | 2 |
| Hoa Kỳ    | 3  | 0 | 0 | 3 | 2  | 8  | −6 | 0 |

| 9 tháng 6 năm 1990  |       |           |                                |
| Ý                   | 1 - 0 | Áo        | Sân vận động Olimpico, Roma    |
| 10 tháng 6 năm 1990 |       |           |                                |
| Hoa Kỳ              | 1 - 5 | Tiệp Khắc | Sân vận động Comunale, Firenze |
| 14 tháng 6 năm 1990 |       |           |                                |
| Ý                   | 1 - 0 | Hoa Kỳ    | Sân vận động Olimpico, Roma    |
| 15 tháng 6 năm 1990 |       |           |                                |
| Áo                  | 0 - 1 | Tiệp Khắc | Sân vận động Comunale, Firenze |
| 19 tháng 6 năm 1990 |       |           |                                |
| Ý                   | 2 - 0 | Tiệp Khắc | Sân vận động Olimpico, Roma    |
| Áo                  | 2 - 1 | Hoa Kỳ    | Sân vận động Comunale, Firenze |

### Bảng B
| Đội       | Tr | T | H | B | BT | BB | HS | Đ |
| --------- | -- | - | - | - | -- | -- | -- | - |
| Cameroon  | 3  | 2 | 0 | 1 | 3  | 5  | −2 | 4 |
| România   | 3  | 1 | 1 | 1 | 4  | 3  | +1 | 3 |
| Argentina | 3  | 1 | 1 | 1 | 3  | 2  | +1 | 3 |
| Liên Xô   | 3  | 1 | 0 | 2 | 4  | 4  | 0  | 2 |

| 8 tháng 6 năm 1990  |       |          |                                |
| Argentina           | 0 - 1 | Cameroon | San Siro, Milano               |
| 9 tháng 6 năm 1990  |       |          |                                |
| Liên Xô             | 0 - 2 | România  | Sân vận động San Nicola, Bari  |
| 13 tháng 6 năm 1990 |       |          |                                |
| Argentina           | 2 - 0 | Liên Xô  | Sân vận động San Paolo, Napoli |
| 14 tháng 6 năm 1990 |       |          |                                |
| Cameroon            | 2 - 1 | România  | Sân vận động San Nicola, Bari  |
| 18 tháng 6 năm 1990 |       |          |                                |
| Argentina           | 1 - 1 | România  | Sân vận động San Paolo, Napoli |
| Cameroon            | 0 - 4 | Liên Xô  | Sân vận động San Nicola, Bari  |

### Bảng C
| Đội        | Tr | T | H | B | BT | BB | HS | Đ |
| ---------- | -- | - | - | - | -- | -- | -- | - |
| Brasil     | 3  | 3 | 0 | 0 | 4  | 1  | +3 | 6 |
| Costa Rica | 3  | 2 | 0 | 1 | 3  | 2  | +1 | 4 |
| Scotland   | 3  | 1 | 0 | 2 | 2  | 3  | −1 | 2 |
| Thụy Điển  | 3  | 0 | 0 | 3 | 3  | 6  | −3 | 0 |

| 10 tháng 6 năm 1990 |       |            |                                     |
| Brasil              | 2 - 1 | Thụy Điển  | Sân vận động Alpi, Torino           |
| 11 tháng 6 năm 1990 |       |            |                                     |
| Costa Rica          | 1 - 0 | Scotland   | Sân vận động Luigi Ferraris, Genova |
| 16 tháng 6 năm 1990 |       |            |                                     |
| Brasil              | 1 - 0 | Costa Rica | Sân vận động Alpi, Torino           |
| Thụy Điển           | 1 - 2 | Scotland   | Sân vận động Luigi Ferraris, Genova |
| 20 tháng 6 năm 1990 |       |            |                                     |
| Brasil              | 1 - 0 | Scotland   | Sân vận động Alpi, Torino           |
| Thụy Điển           | 1 - 2 | Costa Rica | Sân vận động Luigi Ferraris, Genova |

### Bảng D
| Đội      | Tr | T | H | B | BT | BB | HS | Đ |
| -------- | -- | - | - | - | -- | -- | -- | - |
| Tây Đức  | 3  | 2 | 1 | 0 | 10 | 3  | +7 | 5 |
| Nam Tư   | 3  | 2 | 0 | 1 | 6  | 5  | +1 | 4 |
| Colombia | 3  | 1 | 1 | 1 | 3  | 2  | +1 | 3 |
| UAE      | 3  | 0 | 0 | 3 | 2  | 11 | −9 | 0 |

| 9 tháng 6 năm 1990  |       |          |                                       |
| UAE                 | 0 - 2 | Colombia | Sân vận động Renato Dall'Ara, Bologna |
| 10 tháng 6 năm 1990 |       |          |                                       |
| Tây Đức             | 4 - 1 | Nam Tư   | San Siro, Milano                      |
| 14 tháng 6 năm 1990 |       |          |                                       |
| Nam Tư              | 1 - 0 | Colombia | Sân vận động Renato Dall'Ara, Bologna |
| 15 tháng 6 năm 1990 |       |          |                                       |
| Tây Đức             | 5 - 1 | UAE      | San Siro, Milano                      |
| 19 tháng 6 năm 1990 |       |          |                                       |
| Tây Đức             | 1 - 1 | Colombia | San Siro, Milano                      |
| Nam Tư              | 4 - 1 | UAE      | Sân vận động Renato Dall'Ara, Bologna |

### Bảng E
| Đội         | Tr | T | H | B | BT | BB | HS | Đ |
| ----------- | -- | - | - | - | -- | -- | -- | - |
| Tây Ban Nha | 3  | 2 | 1 | 0 | 5  | 2  | +3 | 5 |
| Bỉ          | 3  | 2 | 0 | 1 | 6  | 3  | +3 | 4 |
| Uruguay     | 3  | 1 | 1 | 1 | 2  | 3  | −1 | 3 |
| Hàn Quốc    | 3  | 0 | 0 | 3 | 1  | 6  | −5 | 0 |

| 12 tháng 6 năm 1990 |       |             |                                             |
| Bỉ                  | 2 - 0 | Hàn Quốc    | Sân vận động Marc'Antonio Bentegodi, Verona |
| 13 tháng 6 năm 1990 |       |             |                                             |
| Uruguay             | 0 - 0 | Tây Ban Nha | Sân vận động Friuli, Udine                  |
| 17 tháng 6 năm 1990 |       |             |                                             |
| Bỉ                  | 3 - 1 | Uruguay     | Sân vận động Marc'Antonio Bentegodi, Verona |
| Hàn Quốc            | 1 - 3 | Tây Ban Nha | Sân vận động Friuli, Udine                  |
| 21 tháng 6 năm 1990 |       |             |                                             |
| Bỉ                  | 1 - 2 | Tây Ban Nha | Sân vận động Marc'Antonio Bentegodi, Verona |
| Hàn Quốc            | 0 - 1 | Uruguay     | Sân vận động Friuli, Udine                  |

### Bảng F
| Đội              | Tr | T | H | B | BT | BB | HS | Đ |
| ---------------- | -- | - | - | - | -- | -- | -- | - |
| Anh              | 3  | 1 | 2 | 0 | 2  | 1  | +1 | 4 |
| Cộng hòa Ireland | 3  | 0 | 3 | 0 | 2  | 2  | 0  | 3 |
| Hà Lan           | 3  | 0 | 3 | 0 | 2  | 2  | 0  | 3 |
| Ai Cập           | 3  | 0 | 2 | 1 | 1  | 2  | −1 | 2 |

| 11 tháng 6 năm 1990 |       |                  |                                   |
| Anh                 | 1 - 1 | Cộng hòa Ireland | Sân vận động Sant'Elia, Cagliari  |
| 12 tháng 6 năm 1990 |       |                  |                                   |
| Hà Lan              | 1 - 1 | Ai Cập           | Sân vận động La Favorita, Palermo |
| 16 tháng 6 năm 1990 |       |                  |                                   |
| Anh                 | 0 - 0 | Hà Lan           | Sân vận động Sant'Elia, Cagliari  |
| 17 tháng 6 năm 1990 |       |                  |                                   |
| Cộng hòa Ireland    | 0 - 0 | Ai Cập           | Sân vận động La Favorita, Palermo |
| 21 tháng 6 năm 1990 |       |                  |                                   |
| Anh                 | 1 - 0 | Ai Cập           | Sân vận động Sant'Elia, Cagliari  |
| Cộng hòa Ireland    | 1 - 1 | Hà Lan           | Sân vận động La Favorita, Palermo |

### Thứ tự các đội xếp thứ ba
| Bảng | Đội       | Tr | T | H | B | BT | BB | HS | Đ |
| ---- | --------- | -- | - | - | - | -- | -- | -- | - |
| B    | Argentina | 3  | 1 | 1 | 1 | 3  | 2  | +1 | 3 |
| D    | Colombia  | 3  | 1 | 1 | 1 | 3  | 2  | +1 | 3 |
| E    | Uruguay   | 3  | 1 | 1 | 1 | 2  | 3  | −1 | 3 |
| F    | Hà Lan    | 3  | 0 | 3 | 0 | 2  | 2  | 0  | 3 |
| A    | Áo        | 3  | 1 | 0 | 2 | 2  | 3  | −1 | 2 |
| C    | Scotland  | 3  | 1 | 0 | 2 | 2  | 3  | −1 | 2 |

## Vòng đấu loại trực tiếp
|  | Round of 16          | Round of 16        |                      |       | Tứ kết        | Tứ kết        |                  |                  | Bán kết | Bán kết |  |  | Chung kết | Chung kết |
|  |                      |                    |                      |       |               |               |                  |                  |         |         |  |  |           |           |
|  | 24 tháng 6 – Torino  |                    |                      |       |               |               |                  |                  |         |         |  |  |           |           |
|  |                      |                    |                      |       |               |               |                  |                  |         |         |  |  |           |           |
|  | Brasil               | 0                  |                      |       |               |               |                  |                  |         |         |  |  |           |           |
|  | Brasil               | 0                  | 30 tháng 6 – Firenze |       |               |               |                  |                  |         |         |  |  |           |           |
|  | Argentina            | 1                  |                      |       |               |               |                  |                  |         |         |  |  |           |           |
|  | Argentina            | 1                  | Argentina (p)        | 0 (3) |               |               |                  |                  |         |         |  |  |           |           |
|  | 26 tháng 6 – Verona  |                    | Argentina (p)        | 0 (3) |               |               |                  |                  |         |         |  |  |           |           |
|  |                      | Nam Tư             | 0 (2)                |       |               |               |                  |                  |         |         |  |  |           |           |
|  | Tây Ban Nha          | Nam Tư             | 0 (2)                | 1     |               |               |                  |                  |         |         |  |  |           |           |
|  | Tây Ban Nha          |                    | 3 tháng 7 – Napoli   | 1     |               |               |                  |                  |         |         |  |  |           |           |
|  | Nam Tư (h.p.)        | 2                  |                      |       |               |               |                  |                  |         |         |  |  |           |           |
|  | Nam Tư (h.p.)        | 2                  | Argentina (p)        | 1 (4) |               |               |                  |                  |         |         |  |  |           |           |
|  | 25 tháng 6 – Genova  |                    | Argentina (p)        | 1 (4) |               |               |                  |                  |         |         |  |  |           |           |
|  |                      | Ý                  | 1 (3)                |       |               |               |                  |                  |         |         |  |  |           |           |
|  | Cộng hòa Ireland (p) | Ý                  | 1 (3)                | 0 (5) |               |               |                  |                  |         |         |  |  |           |           |
|  | Cộng hòa Ireland (p) | 30 tháng 6 – Roma  |                      | 0 (5) |               |               |                  |                  |         |         |  |  |           |           |
|  | România              | 0 (4)              |                      |       |               |               |                  |                  |         |         |  |  |           |           |
|  | România              | 0 (4)              | Cộng hòa Ireland     | 0     |               |               |                  |                  |         |         |  |  |           |           |
|  | 25 tháng 6 – Roma    |                    | Cộng hòa Ireland     | 0     |               |               |                  |                  |         |         |  |  |           |           |
|  |                      | Ý                  | 1                    |       |               |               |                  |                  |         |         |  |  |           |           |
|  | Ý                    | Ý                  | 1                    | 2     |               |               |                  |                  |         |         |  |  |           |           |
|  | Ý                    |                    | 8 tháng 7 – Roma     | 2     |               |               |                  |                  |         |         |  |  |           |           |
|  | Uruguay              | 0                  |                      |       |               |               |                  |                  |         |         |  |  |           |           |
|  | Uruguay              | 0                  | Argentina            | 0     |               |               |                  |                  |         |         |  |  |           |           |
|  | 23 tháng 6 – Bari    |                    | Argentina            | 0     |               |               |                  |                  |         |         |  |  |           |           |
|  |                      | Tây Đức            | 1                    |       |               |               |                  |                  |         |         |  |  |           |           |
|  | Tiệp Khắc            | Tây Đức            | 1                    | 4     |               |               |                  |                  |         |         |  |  |           |           |
|  | Tiệp Khắc            | 1 tháng 7 – Milano |                      | 4     |               |               |                  |                  |         |         |  |  |           |           |
|  | Costa Rica           | 1                  |                      |       |               |               |                  |                  |         |         |  |  |           |           |
|  | Costa Rica           | 1                  | Tiệp Khắc            | 0     |               |               |                  |                  |         |         |  |  |           |           |
|  | 24 tháng 6 – Milano  |                    | Tiệp Khắc            | 0     |               |               |                  |                  |         |         |  |  |           |           |
|  |                      | Tây Đức            | 1                    |       |               |               |                  |                  |         |         |  |  |           |           |
|  | Tây Đức              | Tây Đức            | 1                    | 2     |               |               |                  |                  |         |         |  |  |           |           |
|  | Tây Đức              |                    | 4 tháng 7 – Torino   | 2     |               |               |                  |                  |         |         |  |  |           |           |
|  | Hà Lan               | 1                  |                      |       |               |               |                  |                  |         |         |  |  |           |           |
|  | Hà Lan               | 1                  | Tây Đức (p)          | 1 (4) |               |               |                  |                  |         |         |  |  |           |           |
|  | 23 tháng 6 – Napoli  |                    | Tây Đức (p)          | 1 (4) |               |               |                  |                  |         |         |  |  |           |           |
|  |                      | Anh                | 1 (3)                |       | Tranh hạng ba | Tranh hạng ba |                  |                  |         |         |  |  |           |           |
|  | Cameroon (h.p.)      | Anh                | 1 (3)                | 2     | Tranh hạng ba | Tranh hạng ba |                  |                  |         |         |  |  |           |           |
|  | Cameroon (h.p.)      | 1 tháng 7 – Napoli | 1 tháng 7 – Napoli   | 2     |               |               | 7 tháng 7 – Bari | 7 tháng 7 – Bari |         |         |  |  |           |           |
|  | Colombia             | 1 tháng 7 – Napoli | 1 tháng 7 – Napoli   | 1     |               |               | 7 tháng 7 – Bari | 7 tháng 7 – Bari |         |         |  |  |           |           |
|  | Colombia             | Cameroon           | 2                    | 1     | Ý             | 2             |                  |                  |         |         |  |  |           |           |
|  | 26 tháng 6 – Bologna | Cameroon           | 2                    |       | Ý             | 2             |                  |                  |         |         |  |  |           |           |
|  |                      | Anh (h.p.)         | 3                    |       | Anh           | 1             |                  |                  |         |         |  |  |           |           |
|  | Anh (h.p.)           | Anh (h.p.)         | 3                    | 1     | Anh           | 1             |                  |                  |         |         |  |  |           |           |
|  | Anh (h.p.)           |                    |                      | 1     |               |               |                  |                  |         |         |  |  |           |           |
|  | Bỉ                   | 0                  |                      |       |               |               |                  |                  |         |         |  |  |           |           |
|  | Bỉ                   | 0                  |                      |       |               |               |                  |                  |         |         |  |  |           |           |

### Vòng 16 đội
| Cameroon         | 2 - 1 (s.h.p.) | Colombia   |
| ---------------- | -------------- | ---------- |
| Milla 106', 109' | Chi tiết       | Redín 115' |

| Tiệp Khắc                          | 4 - 1  | Costa Rica   |
| ---------------------------------- | ------ | ------------ |
| Skuhravý 12', 63', 82' · Kubík 75' | Report | González 54' |

| Brasil | 0 - 1  | Argentina    |
| ------ | ------ | ------------ |
|        | Report | Caniggia 80' |

| Tây Đức                    | 2 - 1  | Hà Lan                |
| -------------------------- | ------ | --------------------- |
| Klinsmann 51' · Brehme 82' | Report | R. Koeman 89' (ph.đ.) |

| Cộng hòa Ireland                                   | 0 - 0 (s.h.p.) | România                                   |
| -------------------------------------------------- | -------------- | ----------------------------------------- |
|                                                    | Chi tiết       |                                           |
| Loạt sút luân lưu                                  |                |                                           |
| Sheedy · Houghton · Townsend · Cascarino · O'Leary | 5 - 4          | Hagi · Lupu · Rotariu · Lupescu · Timofte |

| Ý                          | 2 - 0    | Uruguay |
| -------------------------- | -------- | ------- |
| Schillaci 65' · Serena 83' | Chi tiết |         |

| Tây Ban Nha | 1 - 2 (s.h.p.) | Nam Tư             |
| ----------- | -------------- | ------------------ |
| Salinas 83' | Chi tiết       | Stojković 78', 92' |

| Anh        | 1 - 0 (s.h.p.) | Bỉ |
| ---------- | -------------- | -- |
| Platt 119' | Chi tiết       |    |

### Tứ kết
| Argentina                                              | 0 - 0 (s.h.p.) | Nam Tư                                                    |
| ------------------------------------------------------ | -------------- | --------------------------------------------------------- |
|                                                        | Chi tiết       |                                                           |
| Loạt sút luân lưu                                      |                |                                                           |
| Serrizuela · Burruchaga · Maradona · Troglio · Dezotti | 3 - 2          | Stojković · Prosinečki · Savićević · Brnović · Hadžibegić |

| Cộng hòa Ireland | 0 - 1    | Ý             |
| ---------------- | -------- | ------------- |
|                  | Chi tiết | Schillaci 38' |

| Tiệp Khắc | 0 - 1    | Tây Đức              |
| --------- | -------- | -------------------- |
|           | Chi tiết | Matthäus 25' (ph.đ.) |

| Cameroon                      | 2 - 3 (s.h.p.) | Anh                                           |
| ----------------------------- | -------------- | --------------------------------------------- |
| Kundé 61' (ph.đ.) · Ekéké 65' | Chi tiết       | Platt 25' · Lineker 83' (ph.đ.), 105' (ph.đ.) |

### Bán kết
| Argentina                                          | 1 - 1 (s.h.p.) | Ý                                                 |
| -------------------------------------------------- | -------------- | ------------------------------------------------- |
| Caniggia 67'                                       | Chi tiết       | Schillaci 17'                                     |
| Loạt sút luân lưu                                  |                |                                                   |
| Serrizuela · Burruchaga · Olarticoechea · Maradona | 4 - 3          | Baresi · Baggio · De Agostini · Donadoni · Serena |

| Tây Đức                           | 1 - 1 (s.h.p.) | Anh                                           |
| --------------------------------- | -------------- | --------------------------------------------- |
| Brehme 60'                        | Chi tiết       | Lineker 80'                                   |
| Loạt sút luân lưu                 |                |                                               |
| Brehme · Matthäus · Riedle · Thon | 4 - 3          | Lineker · Beardsley · Platt · Pearce · Waddle |

### Tranh hạng ba
| Ý                                  | 2 - 1    | Anh       |
| ---------------------------------- | -------- | --------- |
| Baggio 71' · Schillaci 86' (ph.đ.) | Chi tiết | Platt 81' |

### Chung kết
| Argentina | 0 - 1    | Tây Đức            |
| --------- | -------- | ------------------ |
|           | Chi tiết | Brehme 85' (ph.đ.) |

## Vô địch
| Vô địch World Cup 1990 Tây Đức Lần thứ ba |

## Danh sách cầu thủ ghi bàn
6 bàn
- Salvatore Schillaci

| 5 bàn - Tomáš Skuhravý | 4 bàn - Roger Milla - Gary Lineker - Míchel - Lothar Matthäus | 3 bàn - David Platt - Andreas Brehme - Jürgen Klinsmann - Rudi Völler |

2 bàn
| - Claudio Caniggia - Careca - Müller - Bernardo Redín | - Michal Bílek - Roberto Baggio - Gabi Balint - Marius Lăcătuș | - Davor Jozić - Darko Pančev - Dragan Stojković |

1 bàn
| - Andreas Ogris - Gerhard Rodax - Jorge Burruchaga - Pedro Monzón - Pedro Troglio - Jan Ceulemans - Lei Clijsters - Michel De Wolf - Marc Degryse - Enzo Scifo - Patrick Vervoort - Eugène Ekéké - Emmanuel Kundé - François Omam-Biyik - Freddy Rincón - Carlos Valderrama - Juan Cayasso - Róger Flores | - Rónald González - Hernán Medford - Ivan Hašek - Luboš Kubík - Milan Luhový - Magdi Abdelghani - Mark Wright - Giuseppe Giannini - Aldo Serena - Ruud Gullit - Wim Kieft - Ronald Koeman - Niall Quinn - Kevin Sheedy - Mo Johnston - Stuart McCall - Kwan Hwang-Bo - Igor Dobrovolski | - Oleh Protasov - Oleksandr Zavarov - Andrei Zygmantovich - Alberto Górriz - Julio Salinas - Tomas Brolin - Johnny Ekström - Glenn Strömberg - Khalid Ismaïl - Ali Thani Jumaa - Paul Caligiuri - Bruce Murray - Pablo Bengoechea - Daniel Fonseca - Uwe Bein - Pierre Littbarski - Robert Prosinečki - Safet Sušić |

## Giải thưởng
| Chiếc giày vàng     | Quả bóng vàng       | Cầu thủ trẻ xuất sắc | Đội tuyển chơi đẹp |
| ------------------- | ------------------- | -------------------- | ------------------ |
| Salvatore Schillaci | Salvatore Schillaci | Robert Prosinečki    | Anh                |

### Đội hình toàn sao
| Thủ môn                                 | Hậu vệ                                           | Tiền vệ                                                                | Tiền đạo                                               |
| --------------------------------------- | ------------------------------------------------ | ---------------------------------------------------------------------- | ------------------------------------------------------ |
| - Sergio Goycochea - Luis Gabelo Conejo | - Andreas Brehme - Paolo Maldini - Franco Baresi | - Diego Maradona - Lothar Matthäus - Paul Gascoigne - Roberto Donadoni | - Salvatore Schillaci - Roger Milla - Jürgen Klinsmann |

## Bảng xếp hạng giải đấu
| XH                    | Đội              | Bg | Tr | T | H | B | BT | BB | HS  | Đ. |
| --------------------- | ---------------- | -- | -- | - | - | - | -- | -- | --- | -- |
| 1                     | Tây Đức          | D  | 7  | 5 | 2 | 0 | 15 | 5  | +10 | 12 |
| 2                     | Argentina        | B  | 7  | 2 | 3 | 2 | 5  | 4  | +1  | 7  |
| 3                     | Ý                | A  | 7  | 6 | 1 | 0 | 10 | 2  | +8  | 13 |
| 4                     | Anh              | F  | 7  | 3 | 3 | 1 | 8  | 6  | +2  | 9  |
| Bị loại ở tứ kết      |                  |    |    |   |   |   |    |    |     |    |
| 5                     | Nam Tư           | D  | 5  | 3 | 1 | 1 | 8  | 6  | +2  | 7  |
| 6                     | Tiệp Khắc        | A  | 5  | 3 | 0 | 2 | 10 | 5  | +5  | 6  |
| 7                     | Cameroon         | B  | 5  | 3 | 0 | 2 | 7  | 9  | -2  | 6  |
| 8                     | Cộng hòa Ireland | F  | 5  | 0 | 4 | 1 | 2  | 3  | −1  | 4  |
| Bị loại ở vòng 16 đội |                  |    |    |   |   |   |    |    |     |    |
| 9                     | Brasil           | C  | 4  | 3 | 0 | 1 | 4  | 2  | +2  | 6  |
| 10                    | Tây Ban Nha      | E  | 4  | 2 | 1 | 1 | 6  | 4  | +2  | 5  |
| 11                    | Bỉ               | E  | 4  | 2 | 0 | 2 | 6  | 4  | +2  | 4  |
| 12                    | România          | B  | 4  | 1 | 2 | 1 | 4  | 3  | +1  | 4  |
| 13                    | Costa Rica       | C  | 4  | 2 | 0 | 2 | 4  | 6  | −2  | 4  |
| 14                    | Colombia         | D  | 4  | 1 | 1 | 2 | 4  | 4  | 0   | 3  |
| 15                    | Hà Lan           | F  | 4  | 0 | 3 | 1 | 3  | 4  | −1  | 3  |
| 16                    | Uruguay          | E  | 4  | 1 | 1 | 2 | 2  | 5  | −3  | 3  |
| Bị loại ở vòng bảng   |                  |    |    |   |   |   |    |    |     |    |
| 17                    | Liên Xô          | B  | 3  | 1 | 0 | 2 | 4  | 4  | 0   | 2  |
| 18                    | Áo               | A  | 3  | 1 | 0 | 2 | 2  | 3  | −1  | 2  |
| 19                    | Scotland         | C  | 3  | 1 | 0 | 2 | 2  | 3  | −1  | 2  |
| 20                    | Ai Cập           | F  | 3  | 0 | 2 | 1 | 1  | 2  | −1  | 2  |
| 21                    | Thụy Điển        | C  | 3  | 0 | 0 | 3 | 3  | 6  | −3  | 0  |
| 22                    | Hàn Quốc         | E  | 3  | 0 | 0 | 3 | 1  | 6  | −5  | 0  |
| 23                    | Hoa Kỳ           | A  | 3  | 0 | 0 | 3 | 2  | 8  | −6  | 0  |
| 24                    | UAE              | D  | 3  | 0 | 0 | 3 | 2  | 11 | −9  | 0  |